# 알라티리강

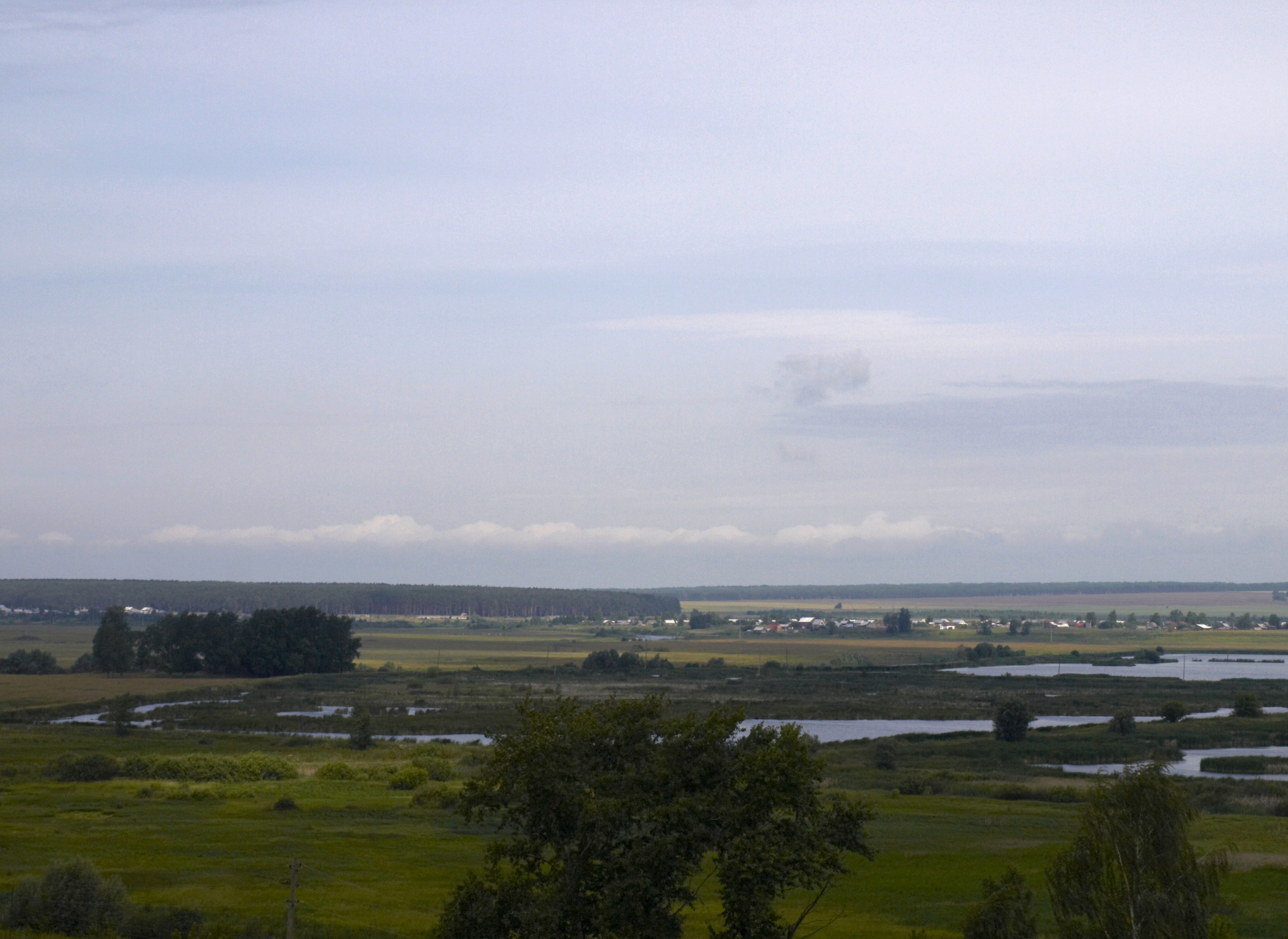

알라티리강(러시아어: Алатырь)은 수라강의 지류이다. 니즈니노브고로드주와 모르도바 공화국, 추바시 공화국을 통과해서 흐른다. 유역 면적은 1,100 km2이고 알라티리가 이 강에 면해 있다.
알라티리강에 면한 도시는 알라티리, 아르다토프이다.